# André Levêque
 (janvier 2019).
Si vous disposez d'ouvrages ou d'articles de référence ou si vous connaissez des sites web de qualité traitant du thème abordé ici, merci de compléter l'article en donnant les références utiles à sa vérifiabilité et en les liant à la section « Notes et références ».
Pour les articles homonymes, voir Levêque.
André Levêque, né à Saint-Gilles (Bruxelles) le 1er novembre 1908 et décédé le 19 février 1992, est un architecte belge, membre de la S.A.D.Br. et de la Société centrale d'architecture de Belgique dont il devint président en 1966.
Il fit ses études à l'Académie royale des beaux-arts de Bruxelles et décrocha son diplôme le 2 juillet 1936, qui ne faisait que concrétiser une formation déjà bien établie.
Entretemps, il avait déjà construit en 1931, il n'avait que 23 ans, à Beez-lez-Namur, rue du Village, une villa pour ses parents, cette villa moderniste, style qui se développait alors parallèlement à l'art déco, attira immédiatement l'attention et fit l'objet d'une publication dans Le patrimoine monumental de la Belgique.
Ce coup d'essais qui fut un coup de maître inaugura une carrière riche en créativité et qui a laissé des traces jusqu'à nos jours : villas (à Nieuport Villa Tedesco et villa "Blanches Voiles", à Transinne "Villa Bosman", "Villa Girod-Bourland" et "Villa Bourland", à Auderghem "Villa Coune"), établissements industriels, immeubles de bureau, bâtiments médicaux (Institut Pasteur du Brabant à Uccle).
Il se préoccupa beaucoup de l'avenir de la profession d'architecte dont l'aspect créatif et artistique était de plus en plus menacé, et dont il défendait la dignité sans jamais négliger l'action et la solidarité pour promouvoir une vraie architecture créatrice.